# Natalia Toro
Natalia Toro (* 1985) ist eine US-amerikanische theoretische Physikerin.
Toro war 1999 mit 14 Jahren die jüngste Gewinnerin des Ersten Preises in der Intel Science Talent Search (damals war sie an der Fairview High School in Boulder (Colorado)), wobei sie unabhängig die Super-Kamiokande-Daten zur Neutrinooszillation untersuchte. 1999 gewann sie eine Silbermedaille in der Internationalen Physik-Olympiade. Sie studierte Physik und Mathematik am Massachusetts Institute of Technology und an der Harvard University, an der sie promoviert wurde. Als Post-Doktorandin war sie 2007 bis 2010 an der Stanford University und 2011 am Institute for Advanced Study. Sie forscht und lehrt am Perimeter Institute.
Sie entwickelte vereinfachte Modelle für eine Suche nach Physik jenseits des Standardmodells zum Beispiel beim Large Hadron Collider. Sie sucht nach nicht im Standardmodell beschriebenen schwachen Kräften und Dunkler Materie, zum Beispiel in geplanten Experimenten am Elektronenbeschleuniger des Thomas Jefferson National Accelerator Facility.
Außerdem untersucht sie die Möglichkeit masseloser Teilchen mit kontinuierlichem Spin (CSP), die Kandidaten für neuartige langreichweitige Wechselwirkungen wären.
2015 erhielt sie mit Philip C. Schuster den New Horizons in Physics Prize für vereinfachte Modelle zur Suche nach neuer Physik am Large Hadron Collider und für experimentelle Suche nach dunklen Sektoren mittels hochintensiver Elektronenstrahlen. Für 2021 wurde beiden der Ernest-Orlando-Lawrence-Preis zugesprochen.
Sie ist mit dem Physiker Philip C. Schuster verheiratet.

## Schriften
- mit Nima Arkani-Hamed und anderen: Simplified Models for LHC New Physics Searches, J. Phys. G, Band 39, 2012, 105005,  Arxiv
- mit James Bjorken, Rouven Essig, Philip Schuster: New Fixed-Target Experiments to Search for Dark Gauge Forces, Phys. Rev. D, Band 80, 2009, 075018, Arxiv